# Eudynamys
Eudynamys (Koëls) is een geslacht van vogels uit de familie koekoeken (Cuculidae). Het zijn broedparasieten die voorkomen in een gebied dat reikt van Zuid-Azië tot in Australië.

## Soorten
Het geslacht telt drie soorten.
- Eudynamys melanorhynchus – Sulawesikoël
- Eudynamys orientalis – Australische koël
- Eudynamys scolopaceus – Indische koël